# Zuehl
Zuehl est une census-designated place située dans le comté de Guadalupe, dans l’État du Texas, aux États-Unis. Sa population s’élevait à 362 habitants lors du recensement de 2010.